# Jerome Jordan
Pour les articles homonymes, voir Jordan.
Jerome Jordan, né le 29 septembre 1986 à Kingston, en Jamaïque, est un joueur jamaïcain de basket-ball, évoluant au poste de pivot.

## Carrière universitaire
Jerome Jordan est diplômé du Jamaica College de Kingston. Après la fin du collège, il est enrôlé à la Florida Air Academy de Melbourne, Floride.
Il rejoint en 2006 l'université de Tulsa où il joue pendant 4 ans pour les Golden Hurricane de Tulsa.

## Carrière professionnelle
Jerome Jordan est drafté en 2010 en 44e position par les Bucks de Milwaukee.
Le 8 juillet 2010, il est envoyé chez les Knicks de New York contre de l'argent. Il effectue la NBA Summer League 2010 avec les Knicks. Mais en août 2010, il s'envole pour la Serbie et le KK Hemofarm.
En juillet 2011, il signe en Slovénie avec le KK Krka Novo Mesto durant le NBA Lockout 2011. À l'issue du lockout, Jordan retourne en NBA et signe un contrat avec les Knciks le 15 décembre 2011. Durant la saison 2011-2012, il fait des aller-retour en D-League chez les BayHawks d'Erié.
En juillet 2012, il est envoyé avec Toney Douglas, Josh Harrellson et deux futurs second tours de draft chez les Rockets de Houston contre Marcus Camby. Le 18 juillet 2012, il est coupé par les Rockets. Il finira la NBA Summer League 2012 avec les Knicks. Le 29 septembre 2012, il s'engage avec les Grizzlies de Memphis mais il est coupé un mois plus tard. Le 18 décembre 2012, il est recruté par les Bighorns de Reno en NBA Development League. Il est nommé pour le Futur All-Star roster de la NBA D-League All-Star Game 2013. Le 25 février 2013, il est transféré chez les D-Fenders de Los Angeles. En avril 2013, il rejoint les Talk 'N Text Tropang Texters dans le championnat des Philippines.
En juillet 2013, il participe à la NBA Summer League d'Orlando avec les Pacers de l'Indiana et à celle de Las Vegas avec les Knicks de New York. En septembre 2013, il s'engage en Italie avec le Virtus Bologne pour la saison 2013-2014.
En juillet 2014, il rejoint les Lakers de Los Angeles pour la NBA Summer League. Le 11 septembre 2014, alors qu'il est agent libre, il s'engage avec les Nets de Brooklyn pour la saison NBA 2014-2015.
Le 11 octobre 2015, Jordan signe avec les Pelicans de la Nouvelle-Orléans  mais il est coupé le 16 octobre avant la reprise de la saison. Le 15 décembre 2015, il rejoint la CBA et le club de Jiangsu Tonxi Monkey Kings. Le 20 février, avant la fin de la saison régulière chinoise, il s'engage en Espagne avec le Baloncesto Séville jusqu'à la fin de la saison.
Le 31 octobre 2016, il s'engage avec la Joventut Badalona pour toute la saison 2016-2017. Il poursuit l'aventure pour la saison 2017-2018.
En août 2018, il s'engage avec les Shaanxi Wolves dans la National Basket League, une ligue mineur du pays. Fin septembre 2018, il signe avec le club du CB Breogán Lugo. Le 31 décembre 2018, il signe avec le Bàsquet Club Andorra pour le reste de la saison.
Le 3 novembre 2019, il s'engage en Turquie avec le club de deuxième division de Merkezefendi Belediyesi Denizli Basket.
Début janvier 2020, il retourne dans le premier club espagnol où il a évolué ; le Coosur Real Bétis. Il s'engage jusqu'à la fin de la saison mais quitte le club en juin 2020.
Le 1er août 2020, il rejoint le Bahreïn et l'équipe d'Al-Muharraq. Le 17 décembre 2020, il retourne avec le Real Betis pour le reste de la saison.
En juin 2021, il s'engage au Japon en 2e division avec le club de Rizing Zephyr Fukuoka. Il joue 48 matches durant la saison 2021-2022 pour une moyenne de 15,9 points et 8,1 rebonds par match.
Le 27 janvier 2023, il s'engage avec l'équipe de Peñarol Mar del Plata en Argentine pour le reste de la saison.

## Clubs successifs
- 2010-2011 :  KK Hemofarm Vršac
- 2011 :  Krka Novo Mesto
- 2011-2012 :  Knicks de New York (NBA)
- 2011-2012 :  BayHawks d'Erié (D-League)
- 2012-2013 :  Bighorns de Reno (D-League)
- 2013 :  D-Fenders de Los Angeles (D-League)
- 2013 :  Talk 'N Text Tropang Texters (PBA)
- 2013-2014 :  Virtus Bologne (Lega Basket Série A)
- 2014-2015 :  Nets de Brooklyn (NBA)
- 2015-2016 :  Jiangsu Tonxi Monkey Kings (CBA)
- 2016 :  Baloncesto Séville (Liga ACB)
- 2016-2018 :  Joventut Badalona (Liga ACB)
- 2018 :  Breogán Lugo (Liga ACB)
- 2019 :  BC Andorre (Liga ACB)
- 2019 :  Merkezefendi Belediyesi (TBL)
- 2020 :  Coosur Real Betis (Liga ACB)
- 2020 :  Al-Muharraq Club (Premier League)
- 2020-2021 :  Coosur Real Betis (Liga ACB)
- 2021-2022 :  Rizing Zephyr Fukuoka (B2. League)
- 2023- :  Peñarol Mar del Plata